# تعز
 تَعِزّ  یکی از شهرهای استان تَعِز در کشور یمن و مرکز استان تعز است. این شهر پس از صنعا و عدن، سومین شهر بزرگ یمن نیز می‌باشد. شهر تَعِزّ در فاصلهٔ ۴۰۰ کیلومتری شهر مخا واقع شده‌است.

## جمعیت
جمعیت شهر تَعِزّ تا آمار سال ۱۹۸۹ در حدود ۲۰۰ هزار نفر بوده‌است.